# بافته‌های رنج (مجموعه تلویزیونی)
بافته‌های رنج نام یک مجموعهٔ تلویزیونی ایرانی به کارگردانی و تهیه کنندگی مجید بهشتی است که در سال ۱۳۷۵ ساخته شد شبکه ۱ سیمای جمهوری اسلامی ایران.
این سریال در زمان تولید خود، توانست با تلاش و زحمت گروه سازنده در کاشان واصفهان وکاشان کار را با تمام سختی‌ها به پایان برسانندو شیوا بلوریان در این سریال، نخستین نقش جدی‌اش را بازی کرد. این سریال تا به حال از هیچ شبکه ای بازپخش نشده و لینک مربوطه که اینجا گذاشته شده مربوط به سریال باغ گیلاس است.

## خلاصه داستان
«رضوان راوی و قهرمان رمان، مردی است پنجاه ساله که با همسرش یاسمن و فرزند دو ساله‌اش سهراب در تیرون از توابع اصفهان در خانه‌ی نیمه‌کاره‌ای که به دست خود بنا کرده در همسایگی برادرش جعفر زندگی می‌کند. یاسمن قالی باف ماهری است که از کودکی به این حرفه اشتغال داشته و اکنون نیز از راه قالی بافی و فروش آن به آقای "ف" در تأمین هزینه‌های زندگی به شوهرش کمک می‌کند... بافته‌های رنج یک تراژدی واقعی است. نویسنده در آن به زبانی ساده و گویشی گاه محلی زندگی سخت و مشقت‌بار و ستم‌هایی را که در فاصله سال‌های ۱۳۰۰ تا ۱۳۳۰ قشر ضعیف جامعه تحمل کرده به تصویر می‌کشد. نویسنده با استفاده از اصطلاحات عامیانه و امثال و شرح خرافه‌پرستی‌ها در لابه لای رمان به بیان خویشاوندان و مسائل و حوادث اجتماعی و سیاسی چون کشف حجاب، جنگ جهانی دوم و قحطی و مرگ و میر مردم فقیر در جنگ و برخورد نمایندگان و مأموران دولت با کارگران می‌پردازد. در بافته‌های رنج سیلان ذهنی نویسنده به خوبی هویداست و به همین دلیل است که راوی ضمن تعریف سرگذشت خود در زمان حال، گریزی به زمان‌های گذشته می‌زند و خاطرات و حکایاتی را به تصویر می‌کشد و در پایان داستان دوباره به زمان حال برمی‌گردد.» اما…

## فهرست بازیگران و عوامل تولید

### بازیگران و نقش‌ها
- فیروز بهجت محمدی در نقش «باقرخان »
- فخری خوروش در نقش «خاتون»
- شیوا بلوریان در نقش «صنم»
- آزیتا لاچینی در نقش «فاطمه، مادر صنم»
- مصطفی عبداللهی در نقش «نسور، پدر صنم»
- امید آهنگر در نقش «رضوان پسر صنم»
- مرتضی ضرابی در نقش «نوکر باقر خان»
- پرویز پورحسینی در نقش « کارگر کارخانه»
- داریوش علی نژاد در نقش «اکبر دیونه، شوهر اول صنم»
- محمود جعفری در نقش «نوکر خاتون»
- اسدالله منجزی در نقش « مباشر باقر خان»
- کریم اکبری مبارکه در نقش « شوهر دوم صنم»
- هرمز سیرتی در نقش « دایی اکبر»
- کاوه آهنگر